# Angelo Boyadjian
Pour l’article homonyme, voir Boyadjian.
Angelo Boyadjian, né en Cilicie (Turquie) le 5 novembre 1917 et mort à Paris le 12 décembre 2003 est un photographe égyptien d’origine arménienne.

## Biographie
Angelo Boyadjian est né dans le village de Djihan de parents arméniens, il est l’aîné d’une famille de trois enfants dont le cadet Levon deviendra le photographe Van Leo.
À la suite des massacres et déportations que connurent les Arméniens en Cilicie, Angelo Boyadjian, alors âgé de 6 ans, immigre avec sa famille et débarque à Alexandrie en 1923. En 1924 ils s’installent à Zagazig où Angelo est inscrit à l’école arménienne. Ils quittent le delta du Nil en 1927 et emménagent dans le quartier arménien du Caire, Fagalla. Angelo apprend le Français au Collège de La Salle. Passionné de sport, il devient champion d’Égypte de patinage artistique et rêve de devenir acteur.
En 1940, il est engagé comme apprenti au Studio Vénus où il apprend le métier de photographe et s’intéresse particulièrement au portrait. En 1941, il ouvre, avec son frère Van Léo, son propre studio photographique sous le nom de « Angelo Studio » dans l’appartement de ses parents, 18 bis rue Fouad (actuellement rue du 26 juillet), utilisant la salle de bain pour développer ses photographies. Le père leur achète la chambre photographique et le nécessaire à la prise de vue et au laboratoire.
Grâce à l’esthétique de leurs portraits au style épuré, les deux frères se voient confier la tâche de photographes attitrés de la ENSA (Entertainments National Service Association) et de la SAEU (South African Entertainment Unit). Les contingents militaires de l’Empire britannique défilent devant leur objectif et le Studio Angelo devient célèbre en Égypte, mais également en Angleterre et en Afrique du Sud.
Témoignant d’une véritable passion pour le cinéma, il passe un accord avec la MGM qui le charge de recruter et photographier des sosies de ses stars. En 1947 les deux frères se séparent. Van Leo reprend le « Studio Metro » au 27 de la rue Fouad.
En 1950, Angelo Boyadjian ouvre un studio rue Chérif Pacha. Il commence alors une série de portraits de personnalités célèbres de la scène artistique : vedettes de cinéma (Omar Sharif, Samia Gamal, Farid el Atrache), artistes de music-hall et danseurs de ballet de passage au Caire comme Gianna Pederzini, Marie Ney, Florence Véran, Line Andrès, Abd Salam Al Naboulsy, Faten Hamama, Lubna Abdel Aziz. Alors qu’il accumule les portraits, il organise également des concours de beauté « les plus belles jambes du Caire », « le plus beau bébé », « Bathing Beauty », « Miss Egypt » et photographie les Miss dont un cliché de Dalida en 1956, future Miss Égypte.
En 1955, il ouvre un deuxième studio au Caire, rue Abdel Khaled Sarwat, se marie avec la Française Colette Membrat, danseuse dans une troupe marseillaise avec qui il aura cinq enfants ; une de ses filles, Katia Boyadjian deviendra photographe. En 1960, à la suite de la crise de Suez, Angelo, dont l’épouse est française, est obligé de tout abandonner à son frère Van Léo et quitte l’Égypte alors que le studio est en pleine expansion. Il débarque en France, séjourne deux ans dans l’Hérault avec sa famille avant de s’installer à Paris où il est engagé à l’atelier de photo du magasin Le Bon Marché.
En 1972, il ouvre le Studio d’Art Angelo, avenue de Wagram, qu’il tiendra jusqu’en 1989 mais qui ne connaîtra pas l’essor des studios du Caire. En 1986, il est invité pour le Mois de la Photo à Paris ; en 1987 à l’émission Permission de minuit de Frédéric Mitterrand et, en 1989, au Printemps de la photo à Alexandrie, un reportage lui est consacré dans l’émission Rappetout en 1995.
Il fait son ultime voyage en Égypte en 1995, le seul depuis 1960 et revoit son frère Van Leo.
En 1997, un hommage lui est rendu par la Maison de la Culture de Loire-Atlantique à Nantes, dans le cadre du Festival des trois Continents dirigé par Claude Nori, à travers une exposition de ses photographies au charme rétro, voire désuet, des années 1950. 
Il meurt à son domicile parisien le 12 décembre 2003.

## Œuvres
Portraitiste, il a fait les portraits de nombreuses personnalités du cinéma égyptien des années 1950 comme Omar Sharif, Samia Gamal, Farid et Atrache, Dalida, Magda al Sabbahi, Lubna Abdel Aziz, Abd Salam el Naboulsi, Faten Hamama ou d’artistes européens comme Gianna Pederzini, Marie Ney, Florence Véran, Line Andrès.
« Dans une Égypte en pleine occidentalisation « le sorcier au studio rouge feu » use de la lumière éblouissante des réflecteurs qui coupent d’ombres dures et de lumineuses clarté les stars de cinéma, les vedettes du music-hall… il fixe à jamais le portrait d’une époque ».

## Expositions
- Second Salon international d’Art photographique, Le Caire, 1947
- Mois de la photo Paris, Studio Pruszkowski, 1986
- Collection privée, Portraits d'Angelo et Van Leo Printemps de la photographie au Centre Culturel d'Alexandrie, Alexandrie (Égypte), 1989
- Angelo, l’œil charmeur du Caire  Festival des 3 Continents, Maison de la Culture de Loire-Atlantique, Nantes 1997
- L’Orient des photographes arméniens Institut du Monde Arabe, Paris 2007

### Articles de presse
- Journal d’Égypte 1948, 1949, 1950, 1951
- Journal d’Égypte, articles sur les sosies des vedettes de la MGM, 1950
- Libération, 17 novembre 1986
- Telerama no 1923, 19 novembre 1986
- Magazine Kol el arab, 11 mars 1987, p. 50 à 53
- Telerama no 1969, octobre 1987
- Elle magazine no 2203, 28 mars 1988 p. 72
- Journal d’Égypte, 10 mars 1989
- Le progrès égyptien, 9 mai 1989
- Ouest-France 28 novembre 1997
- Le nouvel observateur no 1728, décembre 1997, p. 146
- Connaissance des Arts Photo no 11, mars-mai 2007
- Le Point 8 mars 2007
- European Magazine mars 2007
- Revue russe Aniv no 1-2009, p. 2 de couverture, pages 75 à 95

## Émissions, reportages télévisés
- Actualités régionales, reportage de Jules-César Muracciole, 18 août 1987
- Permission de minuit de Frédéric Mitterrand, 7 décembre 1987
- Rappetout, reportage de Jules-César Muracciole, mai 1995